# Saint-Maurice-en-Chalencon
Saint-Maurice-en-Chalencon è un comune francese di 195 abitanti situato nel dipartimento dell'Ardèche della regione dell'Alvernia-Rodano-Alpi.

## Società

### Evoluzione demografica
Abitanti censiti